# Шведський клас І з хокею 1926
Клас 1: 1926 — 4-й сезон у Класі 1, що був на той час найвищою за рівнем клубною лігою у шведському хокеї з шайбою. 
У чемпіонаті взяли участь 8 клубів. Турнір проходив у одне коло.
Переможцем змагань став клуб Седертельє СК.

## Турнірна таблиця
|   | Команда                     | І | В | Н | П | Ш       | О  |
| - | --------------------------- | - | - | - | - | ------- | -- |
| 1 | Седертельє СК               | 7 | 4 | 3 | 0 | 18 - 6  | 11 |
| 2 | ІК «Йота» (Стокгольм)       | 7 | 4 | 3 | 0 | 22 - 8  | 11 |
| 3 | «Гаммарбю» ІФ (Стокгольм)   | 7 | 4 | 3 | 0 | 16 - 8  | 11 |
| 4 | ІФК Стокгольм               | 7 | 2 | 3 | 2 | 21 - 16 | 7  |
| 5 | ІФ «Ліннеа» (Стокгольм)     | 7 | 2 | 3 | 3 | 10 - 16 | 6  |
| 6 | «Трансбергс» ІФ (Стокгольм) | 7 | 1 | 3 | 3 | 10 - 25 | 5  |
| 7 | Нака СК                     | 7 | 1 | 1 | 5 | 9 - 20  | 3  |
| 8 | «Юргорден» ІФ (Стокгольм)   | 7 | 1 | 0 | 6 | 12 - 20 | 2  |